# Hittegodskontor
 Denne artikel omhandler overvejende eller alene danske forhold. Hjælp gerne med at gøre artiklen mere almen.
Hittegodskontorer findes i alle politikredse i Danmark. Finder man tabte ting, skal de normalt indleveres til nærmeste hittegodskontor, som opbevarer tingene i op til tre måneder. Genstande, hvor man ikke kan identificere ejeren, og hvor genstanden ikke er afhentet, vil normalt blive solgt på en offentlig auktion.
Hvis det lykkes at lokalisere ejeren af et stykke hittegods, kan politidirektøren give findeløn til personen der har fundet genstanden.
En del forretningscentre, offentlige institutioner og offentlige transport-selskaber har egne hittegods-centraler. Det gælder f.eks. DSB hittegods.